# Новодугинское сельское поселение
Новоду́гинское се́льское поселе́ние — муниципальное образование в составе Новодугинского района Смоленской области России.
Административный центр — село Новодугино.
Образовано законом от 20 декабря 2004 года.

## Географические данные
- Общая площадь: 158,2 км²
- Расположение: центральная часть Новодугинского района
- Граничит:
  - на севере — с  Сычёвским районом
  - на востоке — с  Тесовским сельским поселением
  - на юго-востоке — с  Капустинским сельским поселением
  - на юге — с   Высоковским сельским поселением
  - на западе — с Извековским сельским поселением
- По территории поселения проходят автомобильные дороги:  Новодугино-Днепровское, Р134 «Старая Смоленская дорога» Смоленск — Дорогобуж — Вязьма — Зубцов, Новодугино-Пречистое.
- По территории поселения проходит железная дорога Вязьма -- Ржев, имеются станции Новодугинская, о.п. 215 км.
- Крупные реки: Вазуза, Касня.

## Население
| 2011  | 2012  | 2013  | 2014  | 2015  | 2016  | 2017  |
| ----- | ----- | ----- | ----- | ----- | ----- | ----- |
| 4942  | ↘4850 | ↘4738 | ↘4645 | ↘4563 | ↘4501 | ↘4400 |
| 2018  | 2019  | 2020  | 2021  |       |       |       |
| ↘4335 | ↘4273 | ↘4218 | ↘3998 |       |       |       |

## Населённые пункты
На территории поселения находятся 29 населённых пунктов:
| №  | Населённый пункт | Тип     | Население |
| -- | ---------------- | ------- | --------- |
| 1  | Андрониха        | деревня | 3         |
| 2  | Асеково          | деревня | 8         |
| 3  | Балаево          | деревня | 0         |
| 4  | Бурцево          | деревня | 315       |
| 5  | Васьково         | деревня | 2         |
| 6  | Дуботерово       | деревня | 0         |
| 7  | Заднее           | деревня | 3         |
| 8  | Зубцово          | деревня | 12        |
| 9  | Изосимиха        | деревня | 8         |
| 10 | Карцево          | деревня | 5         |
| 11 | Княжино          | деревня | 133       |
| 12 | Коленово         | деревня | 10        |
| 13 | Копариха         | деревня | 18        |
| 14 | Корнево          | деревня | 1         |
| 15 | Котово           | деревня | 7         |
| 16 | Кулигино         | деревня | 25        |
| 17 | Куркино          | деревня | 3         |
| 18 | Любуша           | деревня | 0         |
| 19 | Никитиха         | деревня | 25        |
| 20 | Перчиха          | деревня | 41        |
| 21 | Подовражное      | деревня | 10        |
| 22 | Рябинки          | деревня | 232       |
| 23 | Селище           | деревня | 185       |
| 24 | Семенчиха        | деревня | 13        |
| 25 | Слизнево         | деревня | 27        |
| 26 | Томилиха         | деревня | 10        |
| 27 | Чернецы          | деревня | 10        |
| 28 | Чубарово         | деревня | 2         |